# Set apòstols de la Gàl·lia
Els set apòstols de la Gàl·lia és el nom que reben els set bisbes que el papa Fabià I va enviar des de Roma a la Gàl·lia, cap a l'any 250, en l'imperi de Deci i Herenni Etrusc, per tal d'evangelitzar la regió. El fet és narrat per Gregori de Tours a la seva història eclesiàstica, possiblement partint d'un fet real.
Cadascú va anar a una zona diferent on van predicar i on van posar-se al cap de la comunitat cristiana resultant, erigint-hi diòcesis, de les quals van ésser els primers bisbes. Van ésser: 
- Austremoni de Clarmont a Clarmont d'Alvèrnia
- Dionís a París
- Gacià a Tours
- Marçal a Llemotges.
- Pau a Narbona
- Sadurní a Tolosa
- Tròfim a Arle